# Лівіо Маєр
Лівіо Маєр (нім. Livio Meier, нар. 10 січня 1998, Вадуц) — ліхтенштейнський футболіст, півзахисник клубу «Ешен-Маурен» і національної збірної Ліхтенштейну.

## Клубна кар'єра
Народився 10 січня 1998 року у Вадуці. Вихованець юнацьких команд футбольних клубів «Ешен-Маурен», «Санкт-Галлен» та «Вадуц».
У дорослому футболі дебютував 2016 року виступами за команду «Бальцерс», в якій провів два сезони, взявши участь у 39 матчах чемпіонату. 
До складу клубу «Ешен-Маурен» приєднався 2018 року. Відтоді відіграв за клуб з Ешена понад 100 матчів у національному чемпіонаті.

## Виступи за збірні
2010 року дебютував у складі юнацької збірної Ліхтенштейну (U-17), загалом на юнацькому рівні взяв участь у 20 іграх.
Протягом 2015–2020 років залучався до складу молодіжної збірної Ліхтенштейну. На молодіжному рівні зіграв у 17 офіційних матчах.
2017 року дебютував в офіційних матчах у складі національної збірної Ліхтенштейну.
| Дата       | Місто            | Господарі            | Результат | Гості                | Турнір                               | Голи | Примітки  |
| ---------- | ---------------- | -------------------- | --------- | -------------------- | ------------------------------------ | ---- | --------- |
| 14-12-2017 | Доха             | Катар                | 1 – 2     | Ліхтенштейн          | товариський матч                     | -    | 80' 86'   |
| 6-9-2018   | Єреван           | Вірменія             | 2 – 1     | Ліхтенштейн          | Ліга націй УЄФА 2018-2019 - 1-й етап | -    | 81'       |
| 9-9-2018   | Вадуц            | Ліхтенштейн          | 2 – 0     | Гібралтар            | Ліга націй УЄФА 2018-2019 - 1-й етап | -    | 89'       |
| 16-10-2018 | Гібралтар        | Гібралтар            | 2 – 1     | Ліхтенштейн          | Ліга націй УЄФА 2018-2019 - 1-й етап | -    |           |
| 16-11-2018 | Вадуц            | Ліхтенштейн          | 0 – 2     | Північна Македонія   | Ліга націй УЄФА 2018-2019 - 1-й етап | -    |           |
| 19-11-2018 | Вадуц            | Ліхтенштейн          | 2 – 2     | Вірменія             | Ліга націй УЄФА 2018-2019 - 1-й етап | -    |           |
| 26-3-2019  | Парма            | Італія               | 6 – 0     | Ліхтенштейн          | Відбір до ЧЄ 2020                    | -    | 68'       |
| 8-6-2019   | Єреван           | Вірменія             | 3 – 0     | Ліхтенштейн          | Відбір до ЧЄ 2020                    | -    | 81'       |
| 5-9-2019   | Зениця           | Боснія і Герцеговина | 5 – 0     | Ліхтенштейн          | Відбір до ЧЄ 2020                    | -    | 64'       |
| 8-9-2019   | Афіни            | Греція               | 1 – 1     | Ліхтенштейн          | Відбір до ЧЄ 2020                    | -    | 54' 64'   |
| 12-10-2019 | Вадуц            | Ліхтенштейн          | 1 – 1     | Вірменія             | Відбір до ЧЄ 2020                    | -    | 70'       |
| 15-11-2019 | Гельсінкі        | Фінляндія            | 3 – 0     | Ліхтенштейн          | Відбір до ЧЄ 2020                    | -    | 90'       |
| 13-10-2020 | Вадуц            | Ліхтенштейн          | 0 – 0     | Сан-Марино           | Ліга націй УЄФА 2020-2021 - 1-й етап | -    | 8' 81'    |
| 25-3-2021  | Вадуц            | Ліхтенштейн          | 0 – 1     | Вірменія             | Відбір до ЧС 2022                    | -    | 65'       |
| 28-3-2021  | Скоп'є           | Північна Македонія   | 5 – 0     | Ліхтенштейн          | Відбір до ЧС 2022                    | -    | 45'       |
| 31-3-2021  | Вадуц            | Ліхтенштейн          | 1 – 4     | Ісландія             | Відбір до ЧС 2022                    | -    |           |
| 3-6-2021   | Санкт-Галлен     | Швейцарія            | 7 – 0     | Ліхтенштейн          | товариський матч                     | -    | 67'       |
| 7-6-2021   | Торсгавн         | Фарерські острови    | 5 – 1     | Ліхтенштейн          | товариський матч                     | -    | 62'       |
| 8-10-2021  | Вадуц            | Ліхтенштейн          | 0 – 4     | Північна Македонія   | Відбір до ЧС 2022                    | -    | 45'       |
| 11-10-2021 | Рейк'явік        | Ісландія             | 4 – 0     | Ліхтенштейн          | Відбір до ЧС 2022                    | -    | 45'       |
| 11-11-2021 | Вольфсбург       | Німеччина            | 9 – 0     | Ліхтенштейн          | Відбір до ЧС 2022                    | -    | 69'       |
| 14-11-2021 | Вадуц            | Ліхтенштейн          | 0 – 2     | Румунія              | Відбір до ЧС 2022                    | -    | 48' 71'   |
| 25-3-2022  | Мурсія           | Ліхтенштейн          | 0 – 6     | Кабо-Верде           | товариський матч                     | -    | 70'       |
| 29-3-2022  | Мурсія           | Ліхтенштейн          | 0 – 1     | Фарерські острови    | товариський матч                     | -    | 72'       |
| 3-6-2022   | Вадуц            | Ліхтенштейн          | 0 – 2     | Молдова              | Ліга націй УЄФА 2022-2023 - 1-й етап | -    | 42' 72'   |
| 6-6-2022   | Рига             | Латвія               | 1 – 0     | Ліхтенштейн          | Ліга націй УЄФА 2022-2023 - 1-й етап | -    | 78'       |
| 10-6-2022  | Андорра-ла-Велья | Андорра              | 2 – 1     | Ліхтенштейн          | Ліга націй УЄФА 2022-2023 - 1-й етап | 1    | 40'       |
| 14-6-2022  | Вадуц            | Ліхтенштейн          | 0 – 2     | Латвія               | Ліга націй УЄФА 2022-2023 - 1-й етап | -    |           |
| 22-9-2022  | Вадуц            | Ліхтенштейн          | 0 – 2     | Андорра              | Ліга націй УЄФА 2022-2023 - 1-й етап | -    | 40' 45'   |
| 16-11-2022 | Гібралтар        | Гібралтар            | 2 – 0     | Ліхтенштейн          | товариський матч                     | -    |           |
| 23-3-2023  | Лісабон          | Португалія           | 4 – 0     | Ліхтенштейн          | Відбір до ЧЄ 2024                    | -    | 60'       |
| 26-3-2023  | Вадуц            | Ліхтенштейн          | 0 – 7     | Ісландія             | Відбір до ЧЄ 2024                    | -    | 45'       |
| 17-6-2023  | Люксембург       | Люксембург           | 2 – 0     | Ліхтенштейн          | Відбір до ЧЄ 2024                    | -    | 55'       |
| 20-6-2023  | Вадуц            | Ліхтенштейн          | 0 – 1     | Словаччина           | Відбір до ЧЄ 2024                    | -    | 62'       |
| 8-9-2023   | Зениця           | Боснія і Герцеговина | 2 – 1     | Ліхтенштейн          | Відбір до ЧЄ 2024                    | -    | 69'       |
| 11-9-2023  | Братислава       | Словаччина           | 3 – 0     | Ліхтенштейн          | Відбір до ЧЄ 2024                    | -    | 63'       |
| 13-10-2023 | Вадуц            | Ліхтенштейн          | 0 – 2     | Боснія і Герцеговина | Відбір до ЧЄ 2024                    | -    | 90+7'     |
| 16-10-2023 | Рейк'явік        | Ісландія             | 4 – 0     | Ліхтенштейн          | Відбір до ЧЄ 2024                    | -    | 71'       |
| 16-11-2023 | Вадуц            | Ліхтенштейн          | 0 – 2     | Португалія           | Відбір до ЧЄ 2024                    | -    | 46'       |
| 19-11-2023 | Вадуц            | Ліхтенштейн          | 0 – 1     | Люксембург           | Відбір до ЧЄ 2024                    | -    | 73' 75'   |
| 22-3-2024  | Торсгавн         | Фарерські острови    | 4 – 0     | Ліхтенштейн          | товариський матч                     | -    | 52'       |
| 26-3-2024  | Ларнака          | Латвія               | 1 – 1     | Ліхтенштейн          | товариський матч                     | -    | 77' 79'   |
| 3-6-2024   | Сомбатгей        | Албанія              | 3 – 0     | Ліхтенштейн          | товариський матч                     | -    | 46'       |
| 5-9-2024   | Серравалле       | Сан-Марино           | 1 – 0     | Ліхтенштейн          | Ліга націй УЄФА 2024-2025 - 1-й етап | -    | 63'       |
| 8-9-2024   | Гібралтар        | Гібралтар            | 2 – 2     | Ліхтенштейн          | Ліга націй УЄФА 2024-2025 - 1-й етап | -    | 67' 90+1' |
| Усього     |                  | Матчів               | 45        |                      | Голів                                | 1    |           |